# リディアテシオ賞
リディアテシオ賞（Premio Lydia Tesio）は、イタリアのカパネッレ競馬場で行われている競馬の競走である。格付けは2018年までG1で、2019年よりG2へと降格した。
2000mで施行され、出走条件は3歳以上牝馬。2018年まで唯一のイタリアG1であり、イタリア最強牝馬を決めるレースとして位置づけられている。しかし、他のヨーロッパ各国からの有力牝馬の挑戦はあまりなく、自国で一歩及ばずといった牝馬達が出走してくる。
しかし2019年度からG2へ降格されることとなり、これによりイタリア競馬で行われるG1競走は無くなることとなった。

## 主な勝ち馬
- 2003年 Whortleberry
- 2004年 Lune d'Or
- 2005年 Dubai Surprise
- 2006年 Floriot
- 2007年 Turfrose
- 2009年 Eva's Request
- 2010年 Aoife Alainn
- 2011年 Quiza Quiza Quiza
- 2012年 Sortilege
- 2013年 Charity line
- 2014年 Final Score[1]
- 2015年 Odeliz[2]
- 2016年 Sound Of Freedom[3]
- 2017年 Laganore[4]
- 2018年 God Given[5]
- 2019年 Call Me Love
- 2020年 Angel Power
- 2021年 Sopran Basilea
- 2022年 Romagna Mia [6]
- 2023年 La Gite
- 2024年 Sioux Life[7]